# Mikroregion Drahanská vrchovina
In der Mikroregion Drahanská vrchovina im Okres Vyškov (Tschechien) sind zwölf Gemeinden vereint. Es leben dort auf 114 km² knapp achttausend Einwohner. Der größte Ort ist Drnovice (2.200 Einwohner). Mehr als tausend Einwohner hat Račice-Pístovice. Die meisten Gemeinden liegen im südlichen Zipfel der Mikroregion, Drnovice, Habrovany, Nemojany und Luleč gehören schon zum Teil zur Vyškovská brána. Allerdings ist dieser Teil wegen militärischer Anlagen dünn besiedelt.

## Gemeinden der Mikroregion
Drnovice, Habrovany, Ježkovice, Krásensko, Luleč, Nemojany, Nové Sady, Olšany, Podomí, Račice-Pístovice, Ruprechtov, Studnice

## Sehenswürdigkeiten
- Drnovice: Pfarrkirche des Heiligen Vavřinec (17. Jahrhundert)
- Habrovany: Kirche Nejsvětější Trojice
- Krásensko: Kirche des Heiligen Vavřinec
- Luleč: Kirche des Heiligen Martin, Kirche des Heiligen Isidor, Pfarrei
- Račice–Pístovice: Schloss (16. Jahrhundert), barocke Pfarrkirche Zvěstování Panny Marie
- Studnice: Kirche der Heiligen Ägidius